# St. Lazarus (Lübeck)

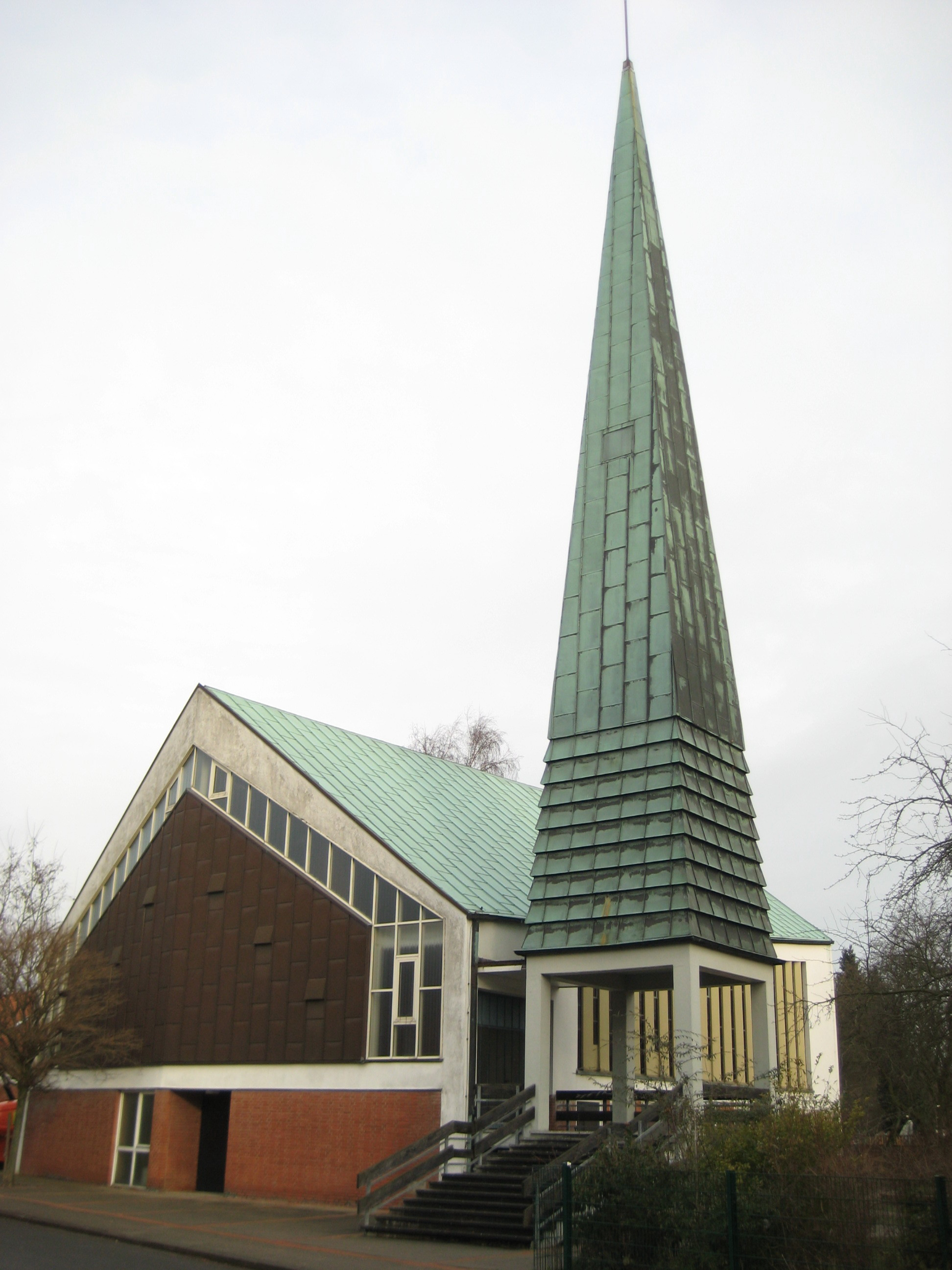
St. Lazarus am 18. Januar 2009 mit Turm

St. Lazarus ist eine ehemalige Kirche in der Hansestadt Lübeck (Schleswig-Holstein). Die Kirche gehörte zur evangelisch-lutherischen Paul-Gerhardt-Gemeinde im Stadtteil St. Lorenz. Sie wurde profaniert und dient einem Orgelbauer als Manufaktur.

## Geschichte

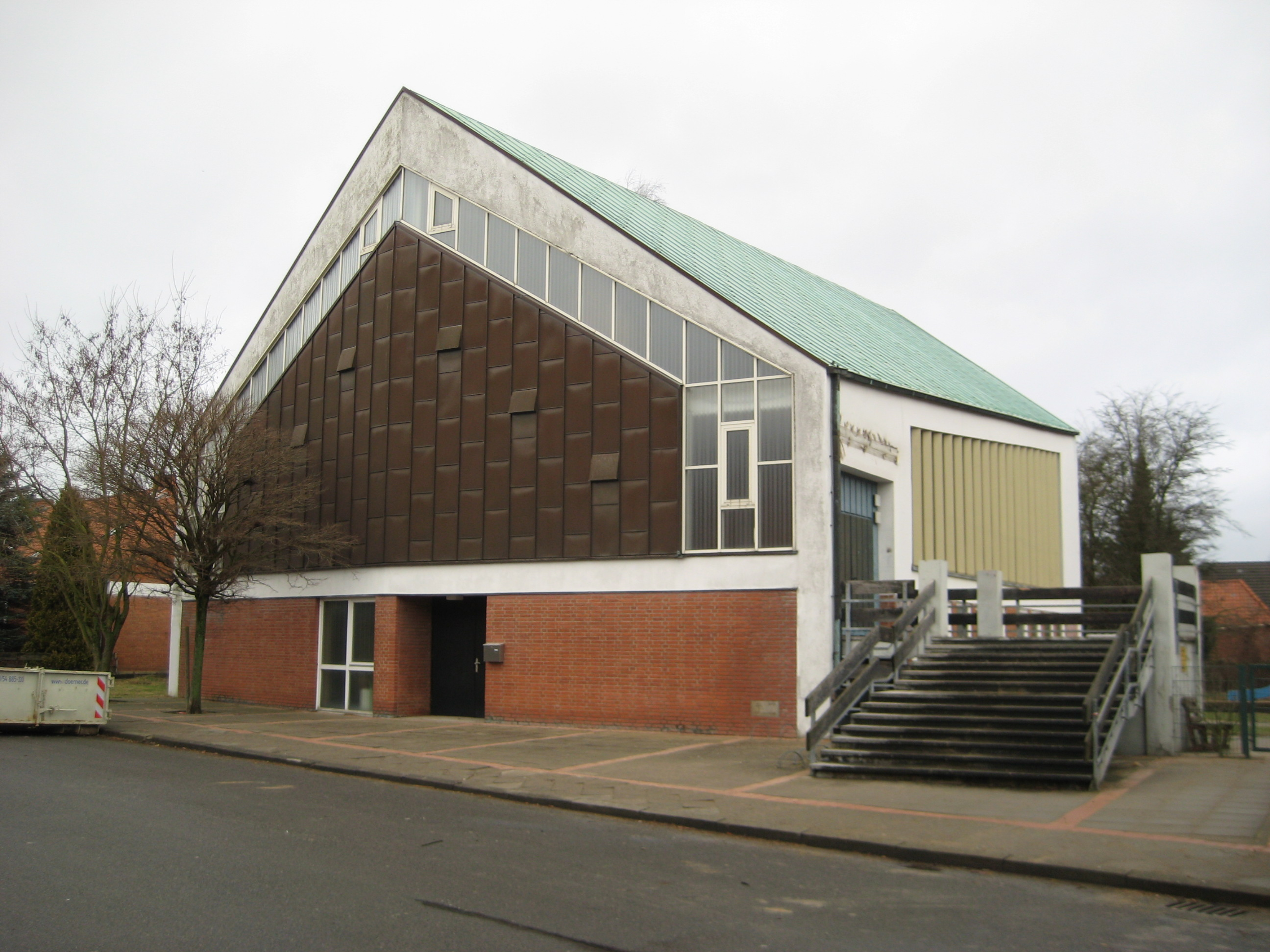
Das ehemalige Kirchengebäude am 24. Januar 2009

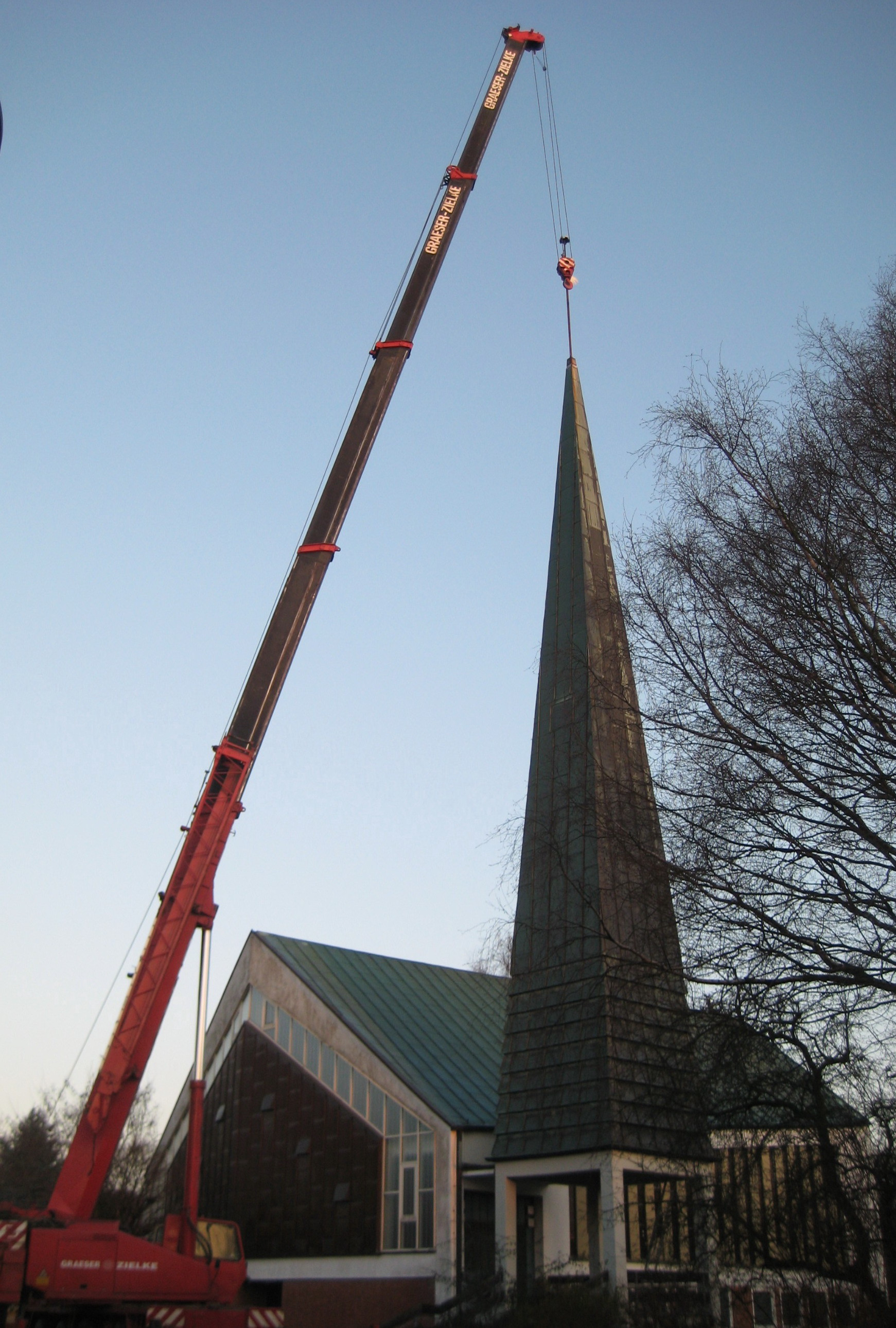
Am 19. Januar 2009 wurde der Turm abgetragen.

In den 1960er Jahren wuchs die Bevölkerungszahl im Stadtteil St. Lorenz an, ein weiterer Kirchenbau neben der Paul-Gerhardt-Kirche wurde erforderlich. Der Grundstein wurde am 26. Juni 1966 gelegt. Am 8. Dezember 1968 wurde die Kirche geweiht; wegen der Nähe zum Vorwerker Friedhof wählte man das Patrozinium St. Lazarus. Die Kirche diente vier Jahrzehnte als Gotteshaus. Anfang des 21. Jahrhunderts wurde eine Sanierung fällig; sie hätte 30.000 Euro gekostet.
2005 zeigte die Vorwerker Diakonie Interesse am Kauf. Sie wollte das Kirchengebäude zu einer Behinderteneinrichtung umbauen. Zum Verkauf kam es nicht, weil das Grundstück für diesen Zweck zu klein war. Auch der zeitweilig erwogene Abriss der Kirche wurde nicht vollzogen. Das Kirchenamt forderte jedoch den Abriss des Kirchturms. Am 12. Juni 2007 beschloss der Kirchenvorstand, die Kirche aufzugeben.
Am 20. Januar 2008 wurde das Kirchengebäude entwidmet. Am letzten Gottesdienst in der Kirche nahmen neben den Pastoren der Gemeinde die damalige Bischöfin Bärbel Wartenberg-Potter und der damalige Propst Ralf Meister teil. Die sakralen Gegenstände wie das Taufbecken wurden nach dem Gottesdienst in die Paul-Gerhardt-Kirche gebracht.
Als Gotteshaus der Gemeinde wird seither die im Jahr 1960 geweihte Paul-Gerhardt-Kirche in der Straße „Am Stadtrand“ genutzt.
Das Kirchengebäude von St. Lazarus wurde an einen Orgelbauer verpachtet. Am 19. Januar 2009 wurde der Kirchturm abgetragen. Die Glocke wird nach Tansania verschifft; sie geht als Geschenk an eine Partnerkirchengemeinde.